# Szécsény

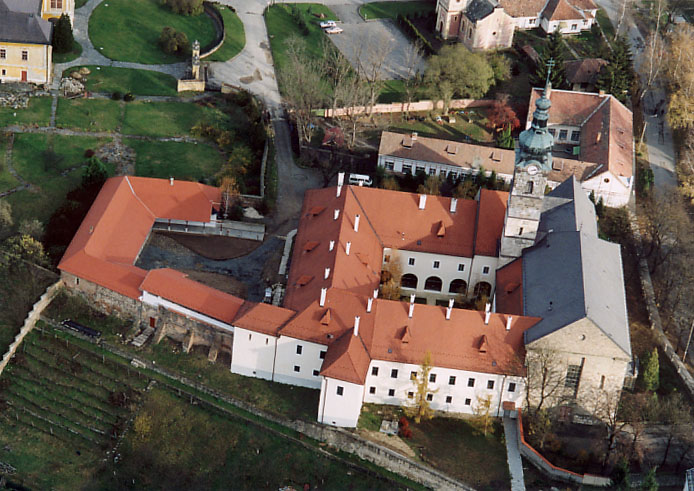
Ferences kolostor a katolikus templommal

Szécsény (németül: Seitsching, latinul: Sechenius, szlovákul: Sečany, törökül: Seçen, a középkorban: Scecen) város Nógrád vármegyében a szlovák határhoz közel, a Cserhát lábánál. A Szécsényi járás központja. Balassagyarmat és Salgótarján közt félúton épült.
1962-től része Pösténypuszta, 1963-tól Benczúrfalva (az egykori Dolány) is. A Novohrad-Nógrád UNESCO Globális Geopark települése. Természeti szépségeivel, történelmi látnivalóival és kulturális hagyományaival a régió fontos szereplője.
A középkorban királyi birtok volt, először 1219-ben említik. A környező vidéken jelentős szerepet játszott, mint a nemes családok és az egyházi intézmények központja. Legfontosabb történelmi eseménye az 1705-ös szécsényi országgyűlés, amelyet II. Rákóczi Ferenc hívott össze. Rákóczit vezérlő fejedelemmé választották, és fontos politikai döntéseket hoztak a szabadságharc folytatásáról. Többször is megszenvedte a történelem viharait, beleértve a török hódoltságot és az 1848-49-es forradalom és szabadságharc eseményeit.
Legfontosabb középkori emléke a ferences kolostor.
Gazdaságát történelmileg a mezőgazdaság uralta, különösen a szőlőtermesztés és az állattenyésztés. Az ipar háttérbe szorult. A modern gazdasági életben egyre fontosabb szerepet tölt be a turizmus, különösen a történelmi és kulturális látnivalók miatt.

Szécsény kulturális élete gazdag, a város rendszeresen ad otthont fesztiváloknak és rendezvényeknek, mint például a Palóc Napok, amelyek a helyi népi hagyományokat és a palóc kultúrát mutatják be. Emellett az egyik legfontosabb turisztikai látványosság a Kubinyi Ferenc Múzeum, amely a régió történelmét és néprajzát mutatja be.

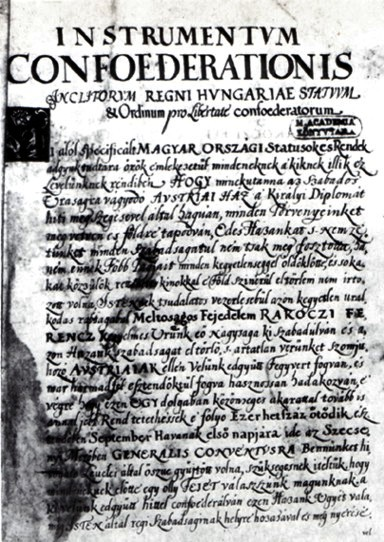
A szécsényi konföderáció oklevele

## Nevének eredete
A "Szécsény" név eredete a szláv sečь szóból származik, amelynek jelentése "vágás" vagy "irtás" (itt az erdőirtásra lehet következtetni, a fák kivágásával való területek megtisztításra). Az elnevezésből származtatott forma, Sečany, utalhat arra a következtetésre, hogy a település területén ez az erdőírtás megtörtént. A korai feljegyzésekben, például 1219-ben és 1550-ben, a név Scecen formában jelent meg, ami a város történelmi változataira utal.

## Fekvése
Az Ipoly menti síkságon, a Darázsdói-patak (Szentlélek-patak) mellett fekszik, 172 méteres tengerszint feletti magasságban; a Cserhátba irányuló turistautak kiindulópontja. A 78-as Aszód–Balassagyarmat–Ipolytarnóc-vasútvonal és a 22-es főút mellett fekszik, Balassagyarmattól 19 kilométerre. Pásztó felől a 2122-es úton közelíthető meg, a Szlovákiához tartozó Szécsénykovácsi felől pedig a Katalin hídon.
Innen indul ki Nógrádszakál, Litke és Ipolytarnóc felé az Ipoly völgyében húzódó 2205-ös út, továbbá a város déli részén a 2122-esből a Varsány és Nógrádsipek felé vezető 21 132-es, és az abból Rimóc felé kiágazó 21 133-as út; északi határszélét érinti még a Ludányhalászitól a 22-es főútig vezető 2207-es út is.
Szintén Szécsényben indul a 22-es főútból annak 44+300 kilométerszelvénye közelében nagyjából keletnek kiágazó 21 134-es út, amely Benczúrfalva városrészen át az Észak-Cserhát néhány kistelepülését (Magyargéc, Nógrádmegyer, Sóshartyán) kiszolgálva Kishartyánnál torkollik vissza a 22-esbe.
Vasútállomása a városközponttól északra épült, közúton a 2205-ös útból kiágazó 22 305-ös mellékúton közelíthető meg.

## Éghajlata
A környék éghajlati viszonyait (most és a történelmi múltban) áttekinthetően mutatja be a Meteoblue.com.
Érdekes kiegészítés, hogy 2022. március 24-én itt mérték Magyarországon a hőingás napi rekordját, amikor is a hajnali –7,5 fokról délutánra 23,6 fokig (31,1 fokot) melegedett a levegő. A korábbi rekord 307 fok volt (1956).

## Talajai
Szécsény környékén az Ipoly-völgy jó minőségű öntéstalajai kedveznek a szántóföldi növénytermesztésnek. A környező dombok talajai gyengébbek, de máig szántják őket. Többségük közepesen vagy erősen savas. Leggyakoribb típusaik:
- barna erdőtalajok, amelyek jelentős része kovárványos;
- csernozjom, és
- e kettő átmenete.

A művelt talajok átlagos aranykorona értéke 24,97 hektáronként; az országos átlag alatt.

## Története

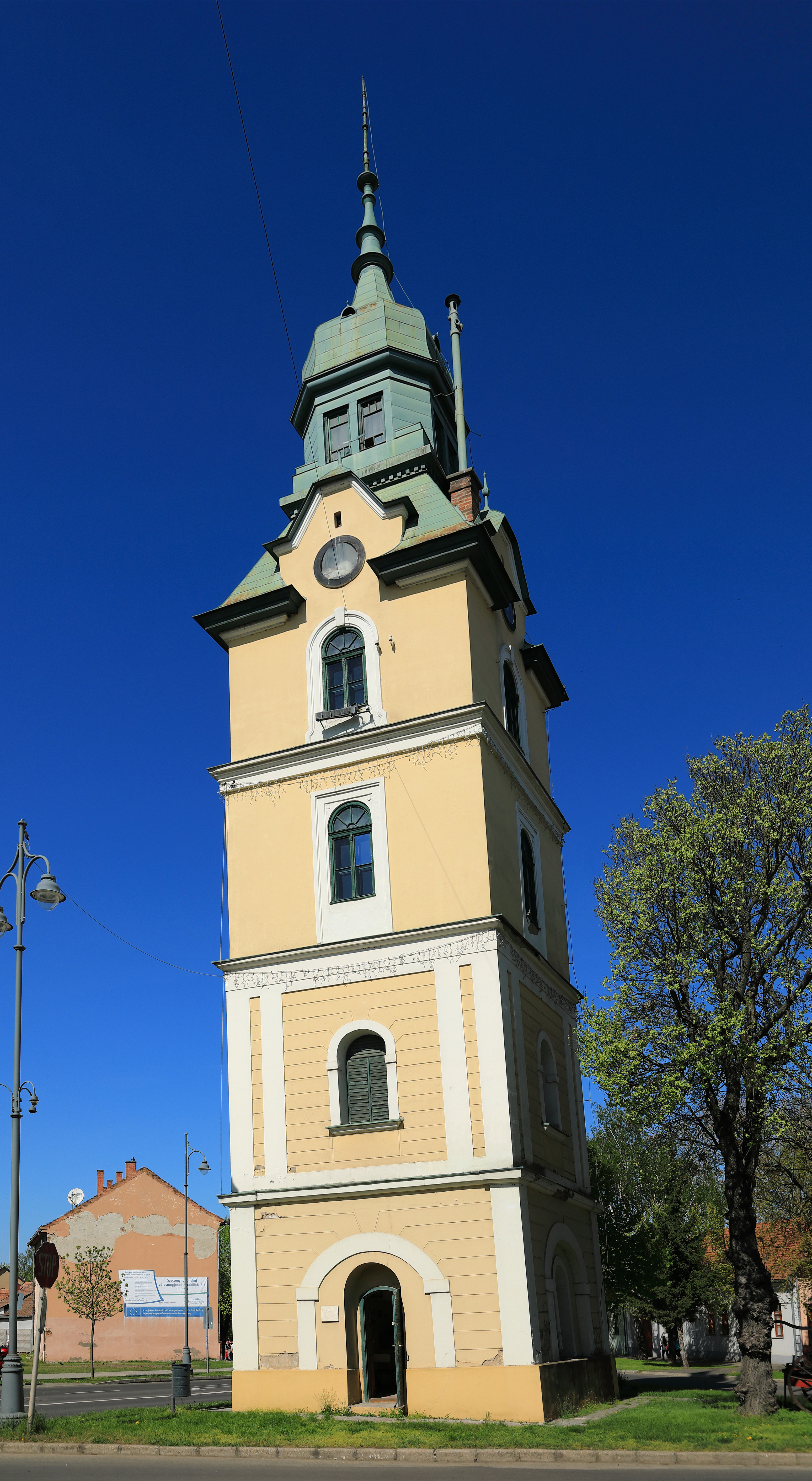
A szécsényi Tűztorony a XVIII. században épült, mai formáját 1893-ban kapta. Dőlése 3°, ami 0,9°-kal kevesebb a pisai ferde toronyénál

Szécsény már az őskorban egyike volt a legrégibb ipolyvölgyi telepeknek. A Kerekdombon a kőkor emberei telepedtek volt meg, a Danda-Szemetjén és a Dögtér mellett a bronzkor lakói, a Kőhegyén és a Strázsapart alatt a vaskor népe.
Szécsény nevét 1219-ben említették először oklevelekben, részben a Kacsics nemzetség birtokaként, részben pedig a nógrádi várszerkezethez tartozó helyként.
Egy 1229-ben kiadott oklevél IV. Béla király az anyjának, Gertrúdnak meggyilkolásában részt vett Kacsics nemzetségbeli Simon bán itteni birtokait elvette, és a Szák nemzetségből származó Pósának adományozta, melyet azonban 1274-ben a Kacsics nembeli I. Folkus fia Farkas – aki 1292-ben főispán, 1293-ban a királyné tárnokmestere volt – a Sopron vármegyei Corocuo nevű birtokáért II. Pósától csere útján visszaszerzett, majd később megvette Szécsénynek azt a részét is, amely a nógrádi várhoz tartozott. Ennek fia Tamás vajda, innen nevezte magát Szécsényinek.

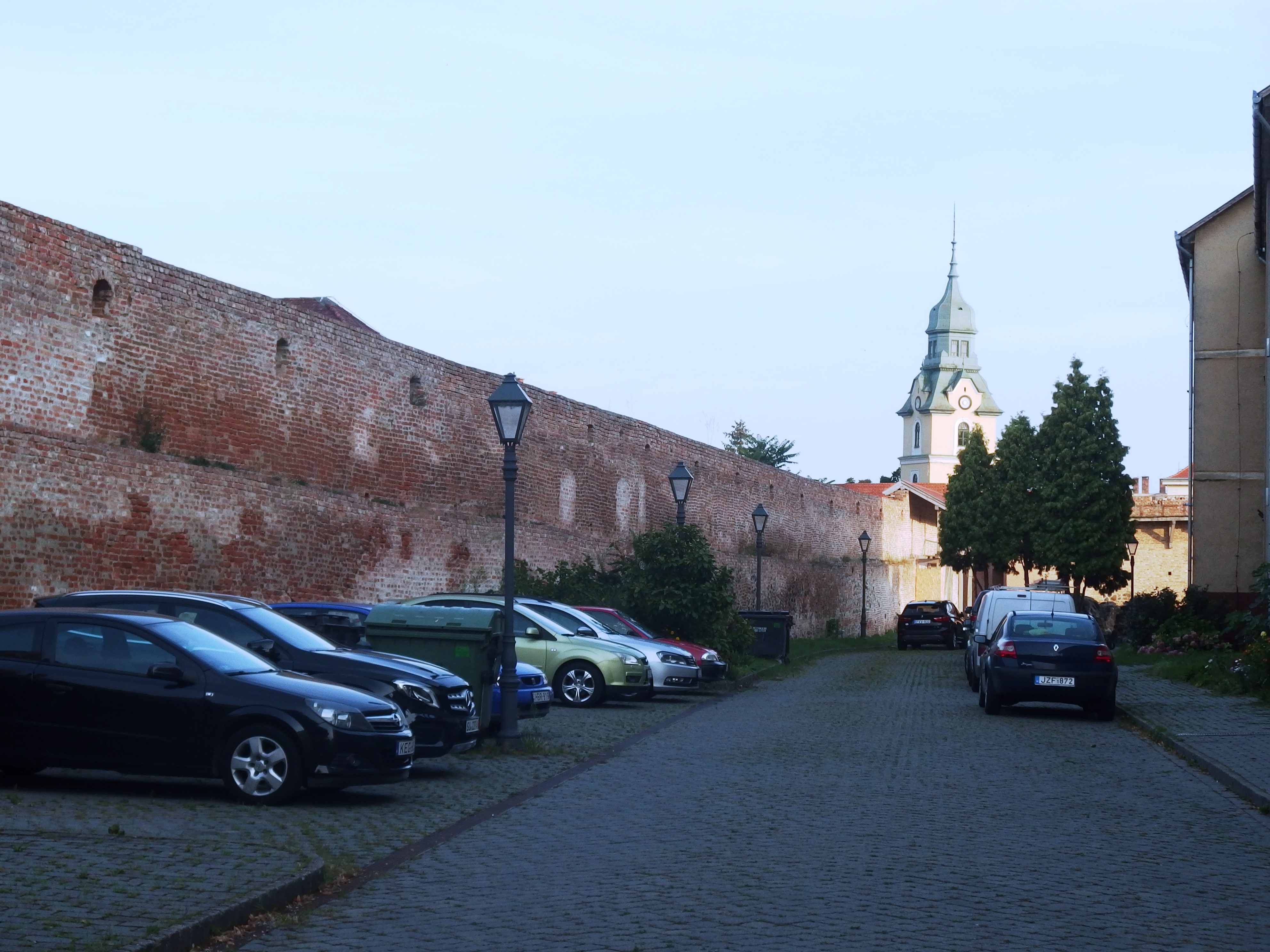
A középkori városfal

1333-ban Szécsényi Tamás vajda és testvére Péter, voltak Szécsény birtokosai. 1334-ben Károly Róbert király Szécsényt ugyanolyan kiváltságokkal ruházta fel, mint amilyeneket Buda város polgárai bírtak. Ebben az oklevélben Tamás vajda engedélyt kapott arra is, hogy a várost falakkal vegye körül, tornyokkal, bástyákkal, és védövekkel is megerősítse. Az erről fellelhető adatok, kutatások szerint a mai várkastélytól nyugatra mintegy 500 méterre a Strázsa-parton egykor kisebb vár vagy őrtorony állt, amelynek mesterségesen készült árka máig felismerhető.
A 14. században a Kacsics nemzetség Salgai ága is visszaszerezte itteni birtokait, ekkor Szécsény fele része a Salgaiaké volt. Salgai Miklós azonban, hamispénzverés miatt hűtlenségbe esett, 1439-ben Albert király Salgai itteni birtokait Szécsényi László fia Lászlónak adományozta, aki itt 1439 után várat építtetett, amelyről 1461-ben emlékeznek meg először az oklevelek; a helységet azonban 1455-ben Guthi Országh Mihálynak és Lossonczy Albertnek zálogosította el, akik Szécsényi László halála után: 1461-ben arra, Mátyás királytól királyi adományt is nyertek.
1453-ban már a vármegye is itt tartotta közgyűléseit. A török terjeszkedésének hatására az 1546. évi országgyűlés határozata alapján a vár birtokosa és kapitánya, Losonci István, palánkkal és sáncárokkal is megerősítette Szécsényt.
1544-ben a törökök támadást indítottak a város ellen, de Losonci István katonái visszaverték az ellenséget.
A várat 1550-ben, az újabb támadás idején Losonci birtokolta, akit az uralkodó később Temesvár védelmére rendelt. Szécsényt az Ali pasa vezette török had 1552. szeptember 6-án foglalta el; a vár ezután sokáig sínylett török rabságban, amelytől Tiefenbach és Pálffy seregei szabadították fel 1593-ban. Ezután a császáriaktól szenvedett sokat, akik 1600. március 23-án éjjel kinyitották a város kapuit, és a lakosokat, mind a nőket, mind a gyermekeket lemészárolták.
1605-ben meghódolt Bocskai Istvánnak, aki a templomot a reformátusoknak adta, s csak öt évre helyezte oda vissza Forgách Zsigmond gróf a katolikusokat, praesidensnek nevezvén ki oda Saáry Mátyást. A várat többször erősítették (így 1622, 1625, 1635, 1640, 1655-ben). III. Ferdinánd 1647-ben Koháry I. Istvánt nevezte ki Szécsény kapitányává, aki mellé három év mulva Liptay Istvánt alkapitánynak rendelték, hogy ketten legyenek rémei a budai és szolnoki töröknek; de Koháry a várat 1663. november 9-én kénytelen volt felgyújtani, s a romokat az ellenségnek átengedni.
1683-ban Thököly Imre (a törökkel szövetkezve) Gyürky Pált nevezte ki várkapitánnyá, akitől és a törököktől megint Sobieski János kozákjai foglalták el.
1705-ben II. Rákóczi Ferenc e térségben, amelyet „borjúpást”-nak neveztek, országgyűlést tartott a szabad ég alatt (lásd szécsényi országgyűlés), itt választották fejedelemmé, és kimondták Erdély unióját az anyaországgal. Heister, a császári hadak vezére 1709-ben a várostól félórányira a kurucok erejét megtörte, s vezéreiket végleg szétkergette.

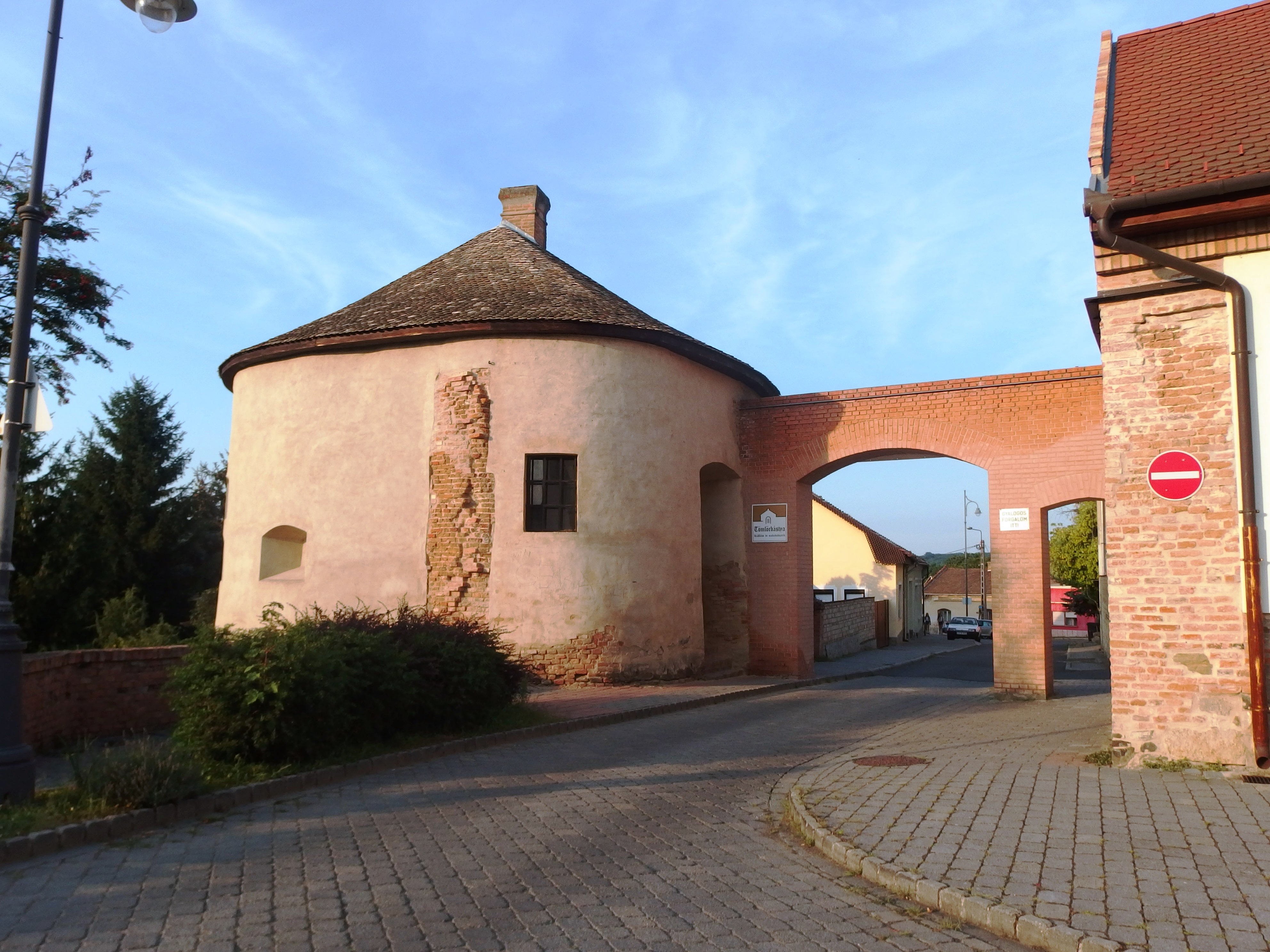
A Tömlöcbástya

A régi várból később csak egy kerek torony és egy bástyafal maradt meg. 1770-ben báró Haller Samu tábornok, gróf Forgách Miklós és János, meg Kamocsay András voltak itt birtokosok.
Leírás a településről a 18. század végén:
SZÉCSÉNY: Vár, és nagy Mezőváros Nógrád Várm. földes Ura Gr. Forgách Uraság, és többek, lakosai katolikusok, fekszik Losontzhoz 3 3/4 mértföldnyire; ’s az Uraságnak szép kastéllyával jelesíttetik; a’ Sz. Ferentz’ Szerzetebéli Atyáknak Klastromjok is van benne; határja középszerű, vagyonnyai külömbfélék. Épűlt a’ Vár egy lejtősen felemelkedett dombon, igen kies helyen, mert Ipoly vize felől a’ széles térség, más felől pedig távol az erdős hegyek nevezetes ellátást szolgáltatnak. Nem meszsze vala hozzá régenten Szent György Vára. minekutánna Nógr. Vármegyét Mehemet Basa igen keményen fenyegette, közönséges kőltséggel megerőssíttetett; de őrző katonái megfélemledvén, üressen hagyattatott, maga pedig Árokházi Lőrintz vólt akkori Kapitánnya az Ozmanoknak fogságjokba kerűlt, és így a’ Várat Ali Eunuchus minden tsata nélkűl elfoglalta, Hazan szemes Vitézt helyheztetvén belé, a’ ki a’ szomszéd vidéknek elég sanyarúságokat okozott. Ostromlotta azután Balassa János, de szerentsétlenűl, mert Házán Fileki Basa segedelmekre érkezvén az ostromlottaknak, tetemesen megverte őket, ’s 650 főket megöltek, ’s ugyan annyit rabságra is kerítettek. Sérelem nélkűl maradott azután, míg Pálfy Miklós által tsekély ostrom után viszsza vétetett, ’s meg is erőssíttetett; de Koháry István által, a’ ki erejéhez nem bízhatott, felégettetve elhagyattatott 1663dikban, ’s mintegy 20 esztendőkig sok Ozmanok’ kártékonykodásaiknak fészkek vala, míg a’ Bétsi ostromról viszsza-útazott Lengyelek által viszsza nem szereztetett. Annakutánna Eszterházi Pálnak parantsolattyára, ismét elégettetett. 1705-ben pedig Rákóczinak közönséges Gyűlése által híresíttetett.
1826-ban a gróf Forgách, a gróf Berényi, a Losonczy, Szemere és a Vattay családok, később pedig a Pulszkyak, majd a 20. század elején Lászlófalvi Velics Antal és Lajos, Vancsó Béla Krivács Antal és Gross Jenő dr. voltak a nagyobb birtokosai. A Gross-féle várkastélyt, a régi vár helyén, a 18. században építették. Eredetileg a gróf Forgách család tulajdona volt. 1886-ban száz esztendőre elvesztette városi rangját, nagyközség lett Nógrád vármegye szécsényi járásában. 1891-ben 3518 magyar lakosa volt; a járási szolgabírói hivatal és járásbíróság székhelye; volt takarékpénztára, ipariskolája, marhakereskedése, posta- és távíróhivatala és posta-takarékpénztára.
1910-ben 4245 lakosából 4210 magyar, ebből 3523 római katolikus, 213 evangélikus, 456 izraelita volt. 1986-ban ismét várossá nyilvánították.
2001-ben a város lakosságának 98%-a magyar, 1%-a cigány és 1%-a egyéb nemzetiségűnek vallotta magát. 2012. február 24-én avatták fel a újjáépített Katalin hidat Pösténypuszta–Petőpuszta között. Ma Szécsényhez tartozik a Megyer-patak mentén fekvő Dolány is, amely egykor külön község volt.

### Dolány
Dolány a 14. század elején a Dráhi család birtoka volt. Dráhi Tamást és fiait azonban, mivel Szécsényt elpusztították; Károly Róbert király megfosztotta itteni birtokaiktól, majd Dráhi Tamás birtokait 1321-ben Szécsényi Tamás királynéi tárnokmesternek adományozta.
1423–1472 között a szécsényi uradalomhoz tartozott, és ekkor vámszedőhely is volt. 1472-ben Országh Mihály nádor Huszti Gergelynek adta egy részét. 1548-ban pedig Borsay Miklós és Kürthösy László birtoka volt.
1550–1552-ben a törökök a helységet teljesen elpusztították.
A régi község a Sági völgyben feküdt és csupán egy templom alapfalai maradtak fenn belőle. A 19. század elején még pusztaként Endrefalvához tartozott. Ekkor a Darvas, a Kun és a Puky családok voltak a birtokosai és csak később alakult önálló községgé. A helységben levő kisebb kastélyok közül az egyik – mely a 20. század eleje körül elhagyatottan, egy bérlő magtárául szolgált – emeletes, 1529-ben épült és a Darvas családé volt, az 1900-as évek elején pedig özvegy Ivánka Ödönné szül. Szontagh Blanka tulajdona volt. Ugyancsak az övé volt egy másik kúria is, amely akkor tiszti lakásként szolgált. Azt is a Darvas család építtette, azután a Vattay, a Csillom, majd pedig a Pokorny családé lett. A harmadik gróf Pejacsevich-Mikó Endréé volt. Ezt a Vattayak építették a völgy fölött uralkodó szép fennsíkon, a 20. század elején pedig Huszár Tibor lakásául szolgált.

## Közélete

### Polgármesterei
- 1990–1994: Varga Tibor (KDNP–MDF-Fidesz–SZDSZ)[14]
- 1994–1998: Varga Tibor (KDNP–MDF-Fidesz–LPSZVP)[15]
- 1998–2002: Máté Csaba (Fidesz–MDF)[16]
- 2002–2006: Dr. Serfőzőné dr. Fábián Erzsébet (MSZP–SZDSZ)[17]
- 2006–2010: Dr. Serfőzőné dr. Fábián Erzsébet (MSZP)[18]
- 2010–2014: Stayer László (Fidesz-KDNP)[19]
- 2014–2019: Stayer László (Fidesz–KDNP)[20]
- 2019–2024: Stayer László (független)[21]
- 2024– : Stayer László (Hajrá Szécsény Egyesület)[1]

## Népesség
A település népességének változása:
| Lakosok száma | 5999 | 5983 | 5695 | 5229 | 5255 | 5155 |
|               | 2013 | 2014 | 2018 | 2022 | 2023 | 2024 |

A 2011-es népszámlálás során a lakosok 86%-a magyarnak, 2,6% cigánynak, 0,3% németnek, 0,2% szlováknak mondta magát (13,9% nem nyilatkozott; a kettős identitások miatt a végösszeg nagyobb lehet 100%-nál). A vallási megoszlás a következő volt: római katolikus 67,6%, evangélikus 1,4%, református 0,8%, felekezeten kívüli 5,4% (23,2% nem nyilatkozott).
2022-ben a lakosság 92,2%-a vallotta magát magyarnak, 1,5% cigánynak, 0,2% németnek, 0,1-0,1% szlováknak, görögnek és románnak, 2,1% egyéb, nem hazai nemzetiségűnek (7,6% nem nyilatkozott; a kettős identitások miatt a végösszeg nagyobb lehet 100%-nál). Vallásuk szerint 59% volt római katolikus, 1,2% evangélikus, 0,7% református, 0,3% görög katolikus, 0,1% izraelita, 0,1% ortodox, 1,7% egyéb keresztény, 1,5% egyéb katolikus, 5% felekezeten kívüli (30,3% nem válaszolt).

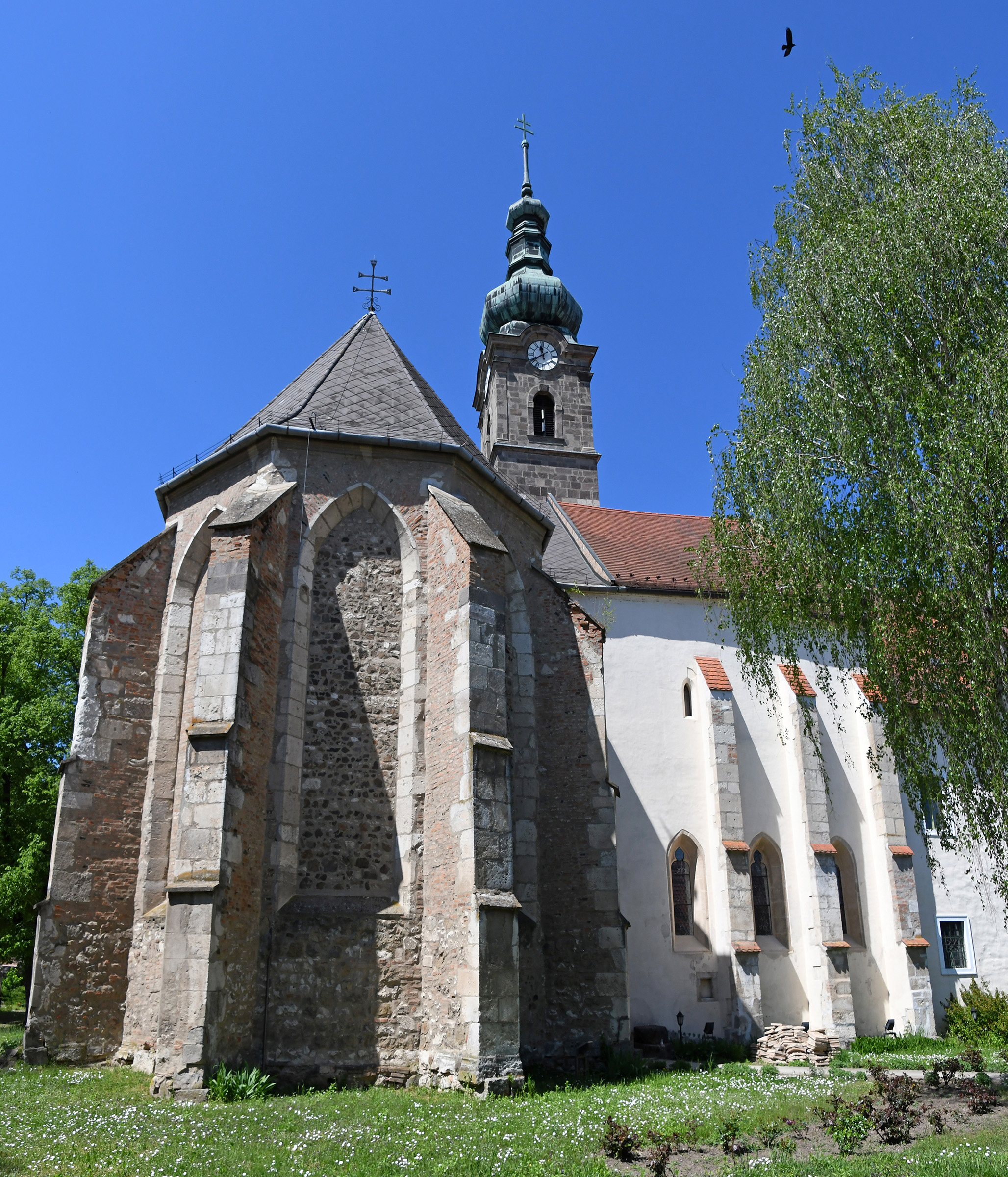
A középkori ferences kolostor és templom

## Infrastruktúra
A rendszerváltás után Szécsény nagy összegeket fordított a közművek fejlesztésére, mára már minden ingatlan elérhető közműhálózathoz csatlakozik, beleértve a víz-, szennyvíz- és gázellátást. Szécsény fontos közlekedési csomópont a környező falvak számára, mint Varsány, Nógrádsipek és Rimóc, amelyek csak a városon keresztül közelíthetők meg. Salgótarján megyeszékhelytől 30 km-re, míg Budapesttől 105 km-re fekszik, ahová napi buszjáratok indulnak. Vasútvonal is rendelkezésre áll, de a helyi közúthálózat a közelmúlt beruházásai miatt megrongálódott, ami miatt a város útfelújításokat tervez.
Egy szlovák–magyar kormányközi megállapodás értelmében a Szécsényhez tartozó Postenypusztánál hamarosan megkezdik egy új híd építését az Ipolyon, amely a II. világháború óta megszűnt határforgalmat állítja majd helyre.

## Kultúra
Szécsény város kulturális életét a közösségi központ szervezi és koordinálja, amely számos hagyományos fesztivált és rendezvényt bonyolít le. Ezek közé tartozik a Város Napja fsztivál, amelyet május végén vagy június elején tartanak, valamint a Szécsényi Őszi Művészeti Kiállítás és a Szécsényi Szüreti Fesztivál. Ezek a rendezvények színesítik a helyi kulturális életet valamint összekötik a város közösségét.
A kulturális központ egyik kiemelt támogatója a Erkel Ferenc Vegyeskar, amely már 30 éve működik, emellett pedig meghatározó szereplője a város zenei életének. A központban hetente egyszer filmvetítést is tartanak, amit az óvodások és iskolások rendszeresen látogatnak, különböző oktató és szórakoztató filmeket megtekintve.
A központ része a városi könyvtár is, amely közel 44 ezer kötetből álló gyűjteménnyel rendelkezik. A könyvtárnak majdnem 2000 regisztrált olvasója van, így fontos helyszíne a város oktatási és szellemi életének.
Ezek a kulturális intézmények és rendezvények hozzájárulnak Szécsény közösségi és kulturális fejlődéséhez, és erősítik a város identitását a régióban.

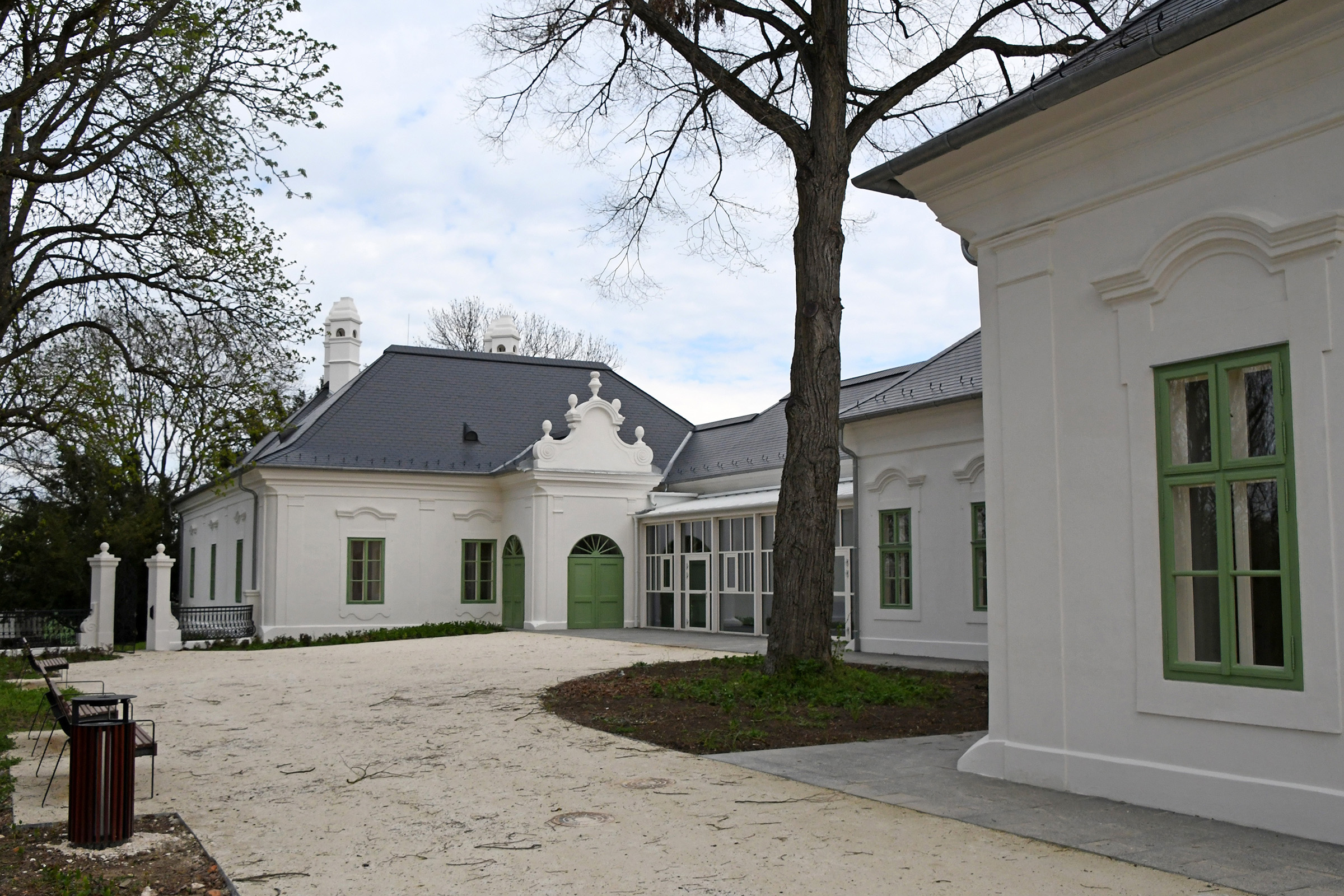
A Benczúr-kúria

## Gazdaság
- Betonelem-, villamosgép-, fémtömegcikk gyártás
- Bútoripar, ruhaipar
- Téglagyártás
- Palóc Népművészeti és Háziipari Szövetkezet

## Híres emberek
- Itt született Kisdy Benedek[24] (1598-1660) szerémi püspök 1644-től, nagyváradi püspök 1646-tól, egri püspök 1648-tól haláláig, királyi tanácsos.
- Itt született Széchényi György[25] (1603 vagy 1605/1606–1695) csanádi, pécsi, veszprémi, majd győri püspök; kalocsai, később esztergomi érsek, prímás, katolikus egyházi író.
- Itt született Kovács Pál Rupert (1742–1803) teológiai doktor, Szent Benedek-rendi áldozópap.
- Itt született Lipthay Antal (1745–1800) altábornagy.
- Itt született Baneth Jerachmiel Bernhard rabbi (1815–1871)
- Itt született Haynald Lajos (1816–1891) bíbornok, kalocsai érsek, aki szülővárosa iránt érzett kötődését árvaház építésével mutatta ki.
- Itt született Némethi Kálmán (1855–1920) magyar őstörténeti kutató, az első magyar–török és török–magyar szótár szerkesztője. Emléktábláját 1990-ben avatták a főtéri postánál.
- Itt született Komjáthy Jenő (1858–1895) költő.
- Itt született Hegedűs Ármin (1869 -1945) építész.
- Itt született Jászai Samu, 1894-ig Jaitelesz (1859–1927) nemzetgyűlési képviselő, szociáldemokrata politikus, nyomdász és lapszerkesztő.
- Itt született 1874-ben Hegymeghy Dezső ornitológus, múzeumi preparátor, mezőgazdász, biztosítóintézeti tisztviselő.
- Itt született Ágner Lajos (1878–1949) irodalomtörténész, pedagógus, orientalista, pedagógiai író.
- Itt született Krúdy Ferenc (1883–1973) magyar agrárpolitikus, főispán, országgyűlési képviselő, az országgyűlés alelnöke (1943–1944).
- Itt született Nemes István néven Steve Nemesh (1896–1975) amerikai autóversenyző, aki rajthoz állt az 1926-os indianapolisi 500 versenyen.[26]
- Itt született Márer György (1898 – New York, 1983) magyar újságíró, lapszerkesztő
- Itt született Fejér Endre (1901–1971) bőrgyógyász, az orvostudományok kandidátusa (1952).
- Dolányban (a későbbi Benczúrfalván) élt Benczúr Gyula (1844 Nyíregyháza – 1920 Dolány) festőművész. Itt van a sírja és egykori műterme, amelyet hosszú ideig Szabó István Kossuth-díjas szobrászművész használt.
- Itt élt és itt nyugszik Ferenczy Teréz (1823–1853) költőnő. Tévedésből sok forrás szülőhelyeként is Szécsényt említi.
- Itt élt és hunyt el Pintér Sándor a város területén és közvetlen környékén az őskori kultúra különböző korszakainak emlékeit találta.

## Nevezetességei
- Római katolikus ferences templom és kolostor
- Evangélikus templom
- Tűztorony (a 18. század elejéről)
- Forgách-kastély (A Magyar Nemzeti Múzeum Forgách-Lipthay Kastélymúzeuma, korábbi nevén Kubinyi Ferenc Múzeum. A Forgách grófi család a városban barokk kastélyt építtetett és gyönyörű parkot rendezett be, amely a Rákóczi-szabadságharc előtt Pulszky Ferenc tulajdonában volt, majd Pulszky Ágosté lett.
- a középkori városfal
- Benczúr-kúria
- Szécsényi vár délkeleti bástya
- Szécsényi várkert
- Huszita-ház
- Szécsényi országgyűlés helyszíne (Borjúpást)
- Nosztalgia Múzeum

## Testvérvárosai
- Fülek, Szlovákia
- Ipolyság, Szlovákia
- Szécsénykovácsi, Szlovákia
- Alsósztregova, Szlovákia
- Warta, Lengyelország
- Pusztadaróc, Románia
- Codevigo, Olaszország

## Képek

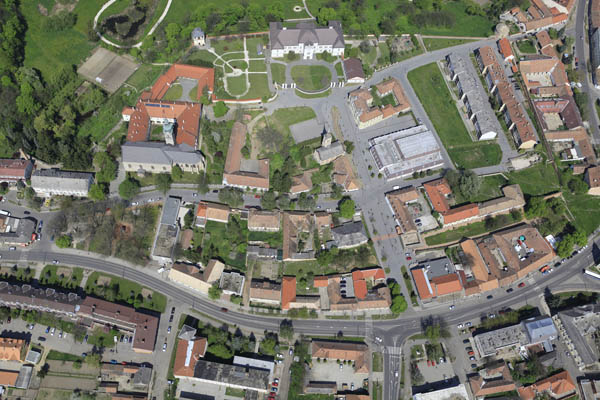
A városközpont madártávlatból
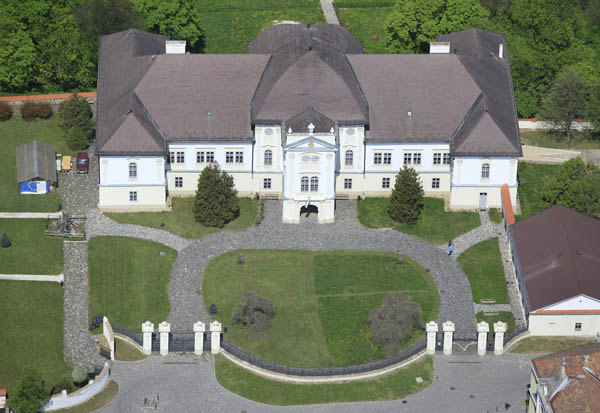
Forgách-kastély
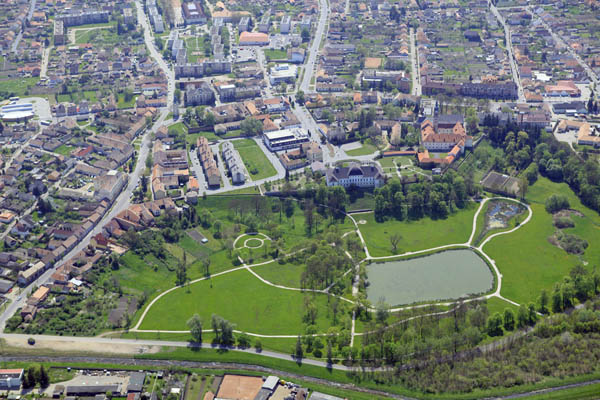
Madártávlatból
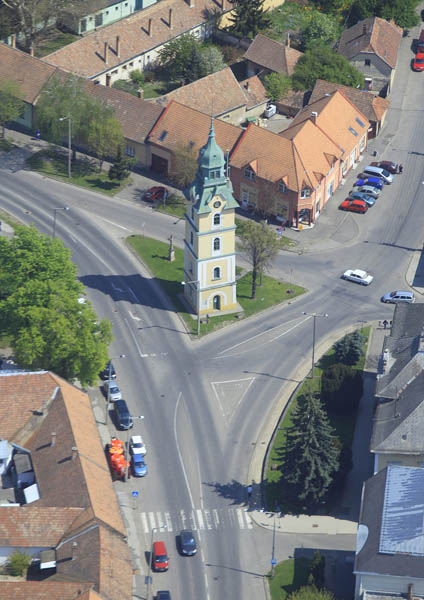
Tűztorony madártávlatból
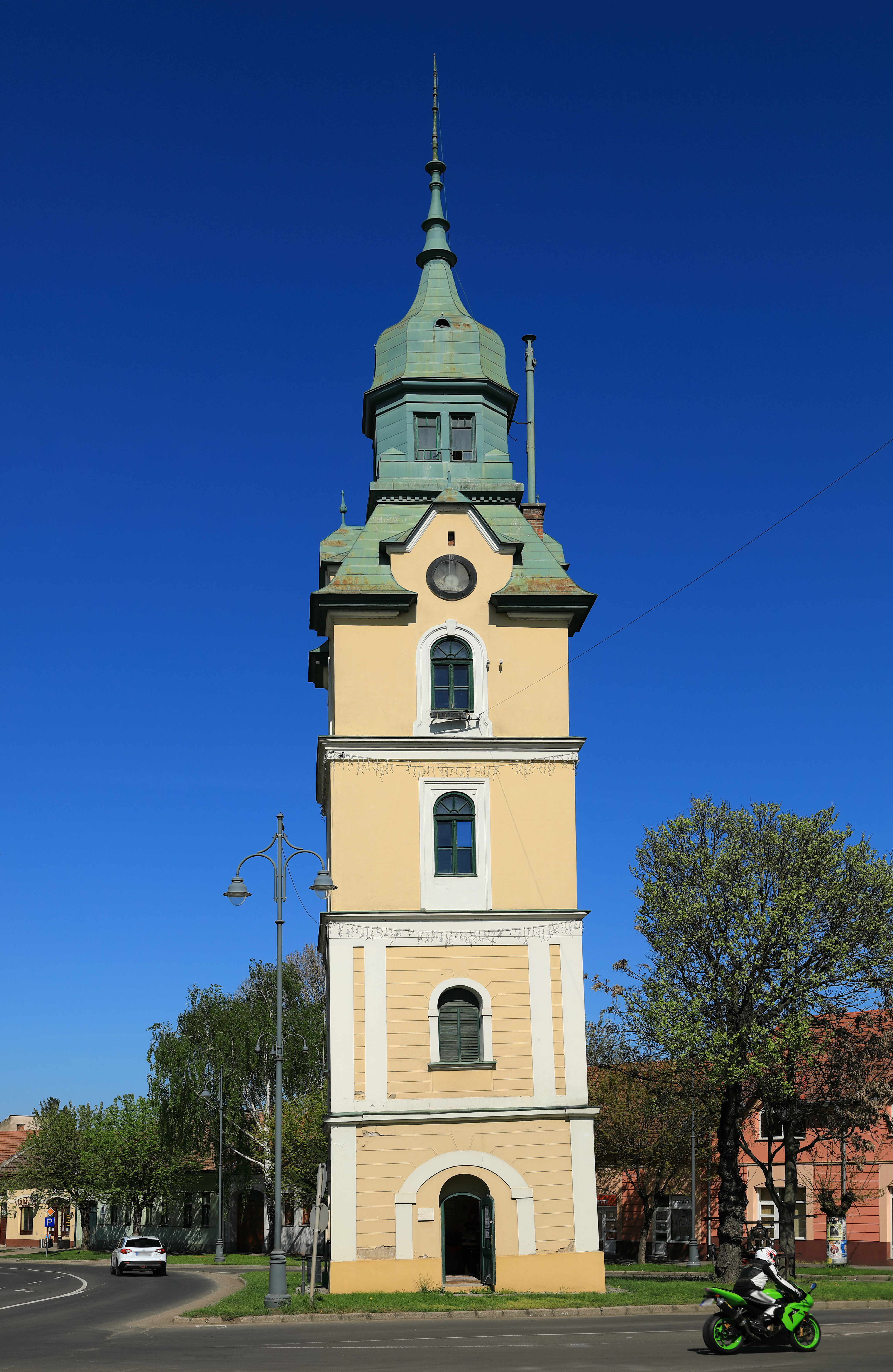
Tűztorony az utca szintjéről
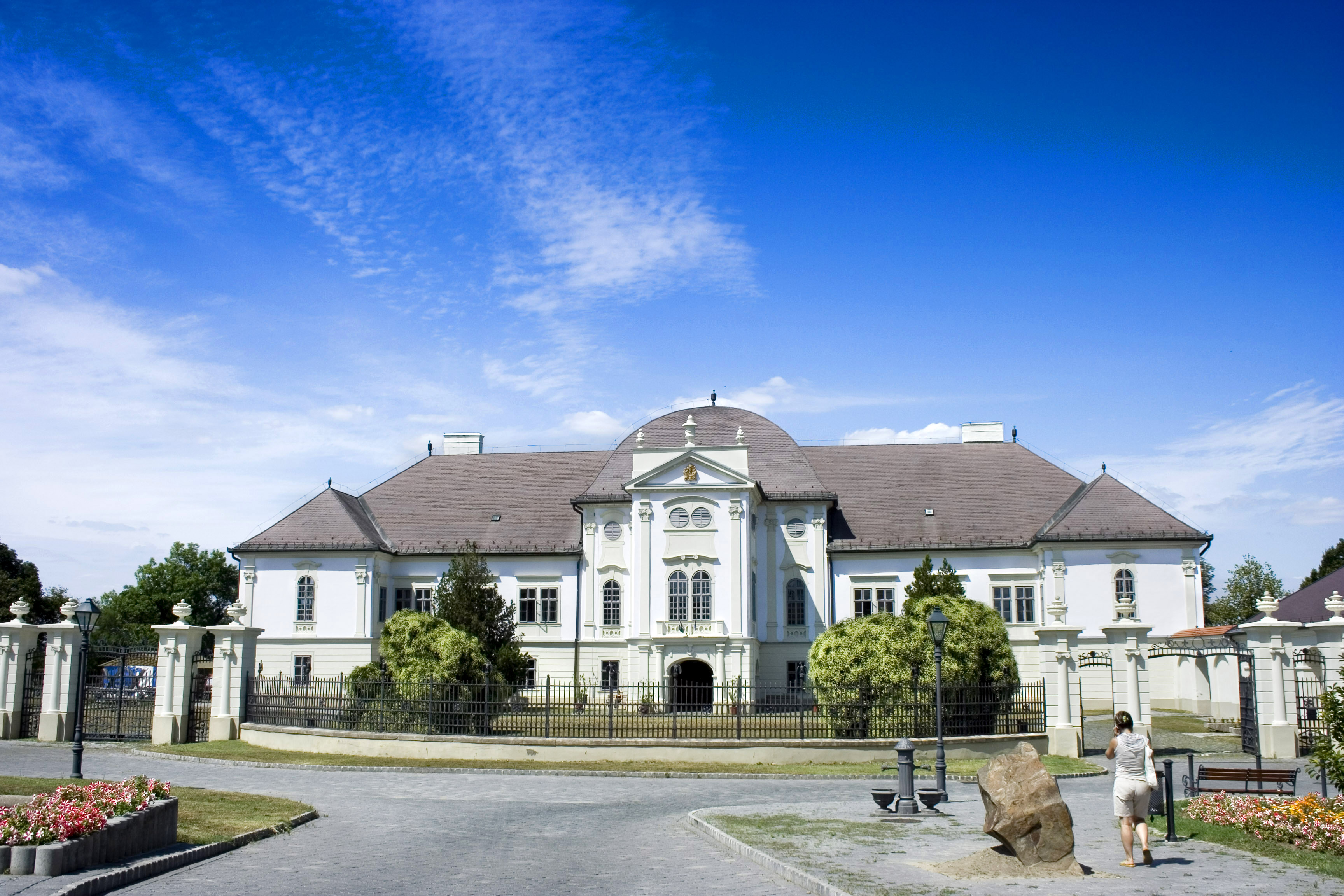
Forgách-kastély
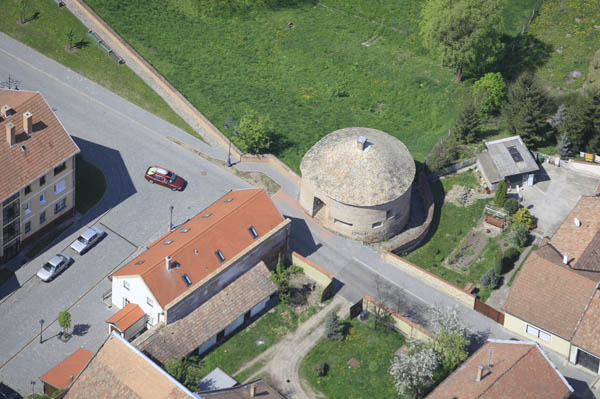
A rondella felülről
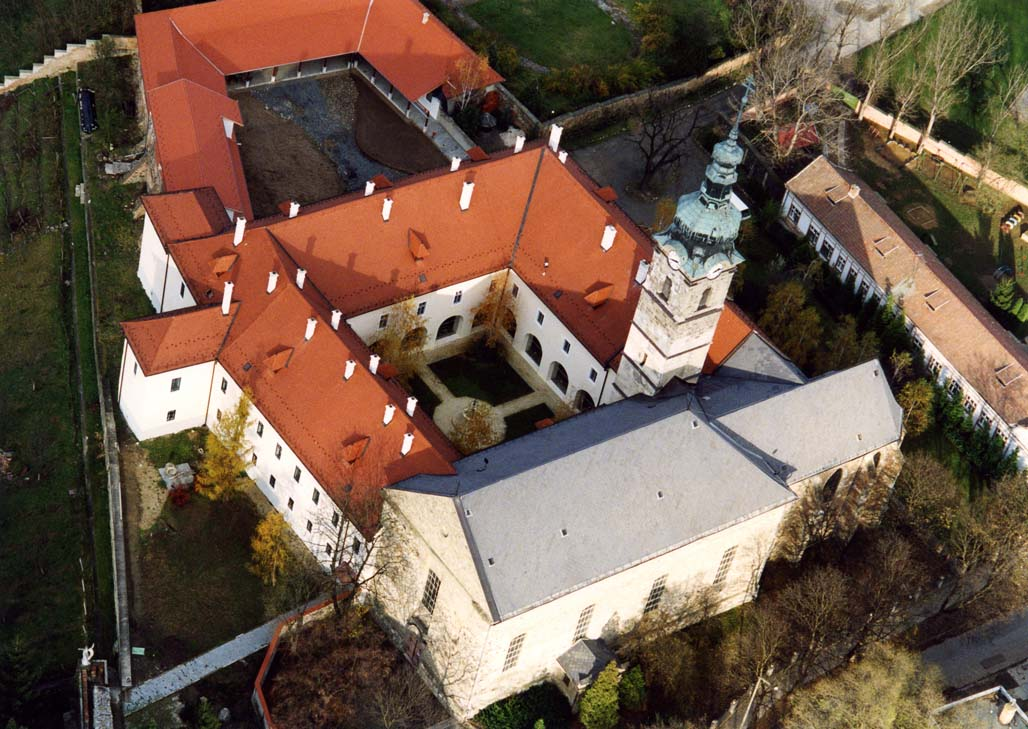
Ferences templom és rendház
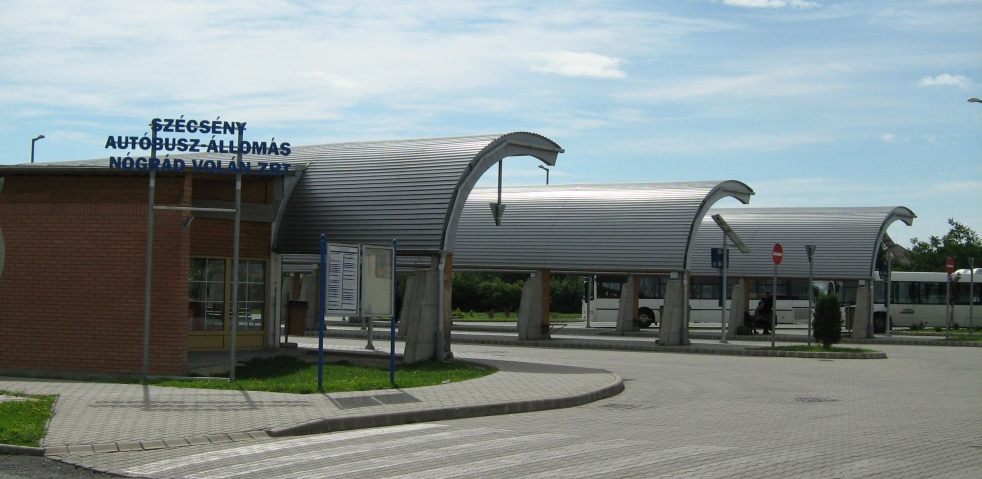
Autóbusz-pályaudvar
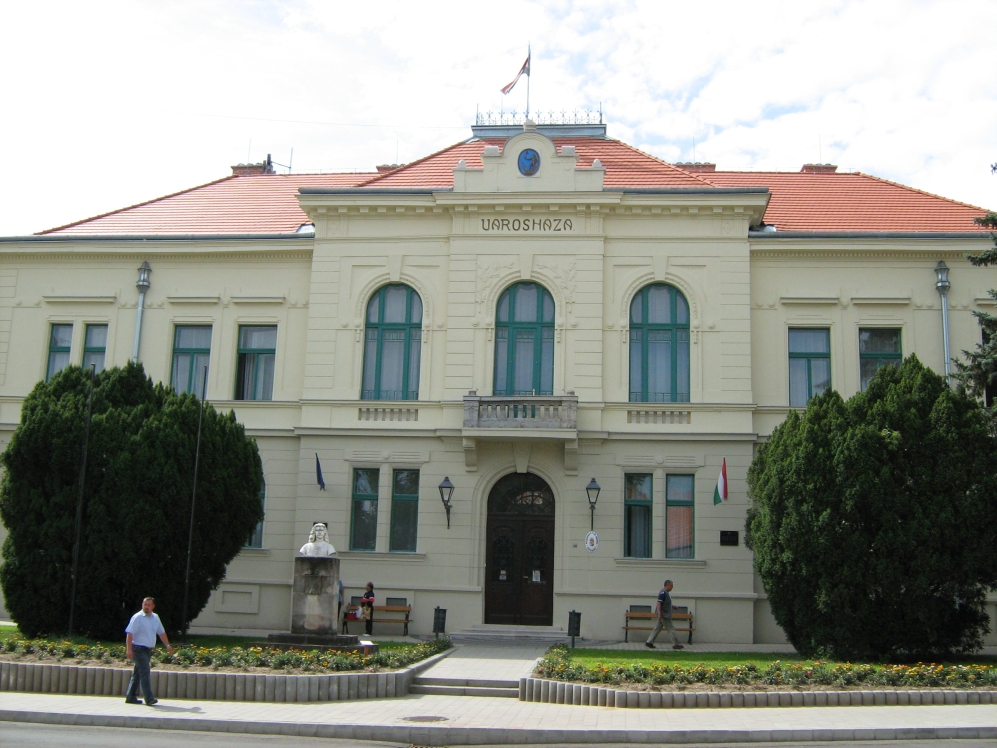
Városháza
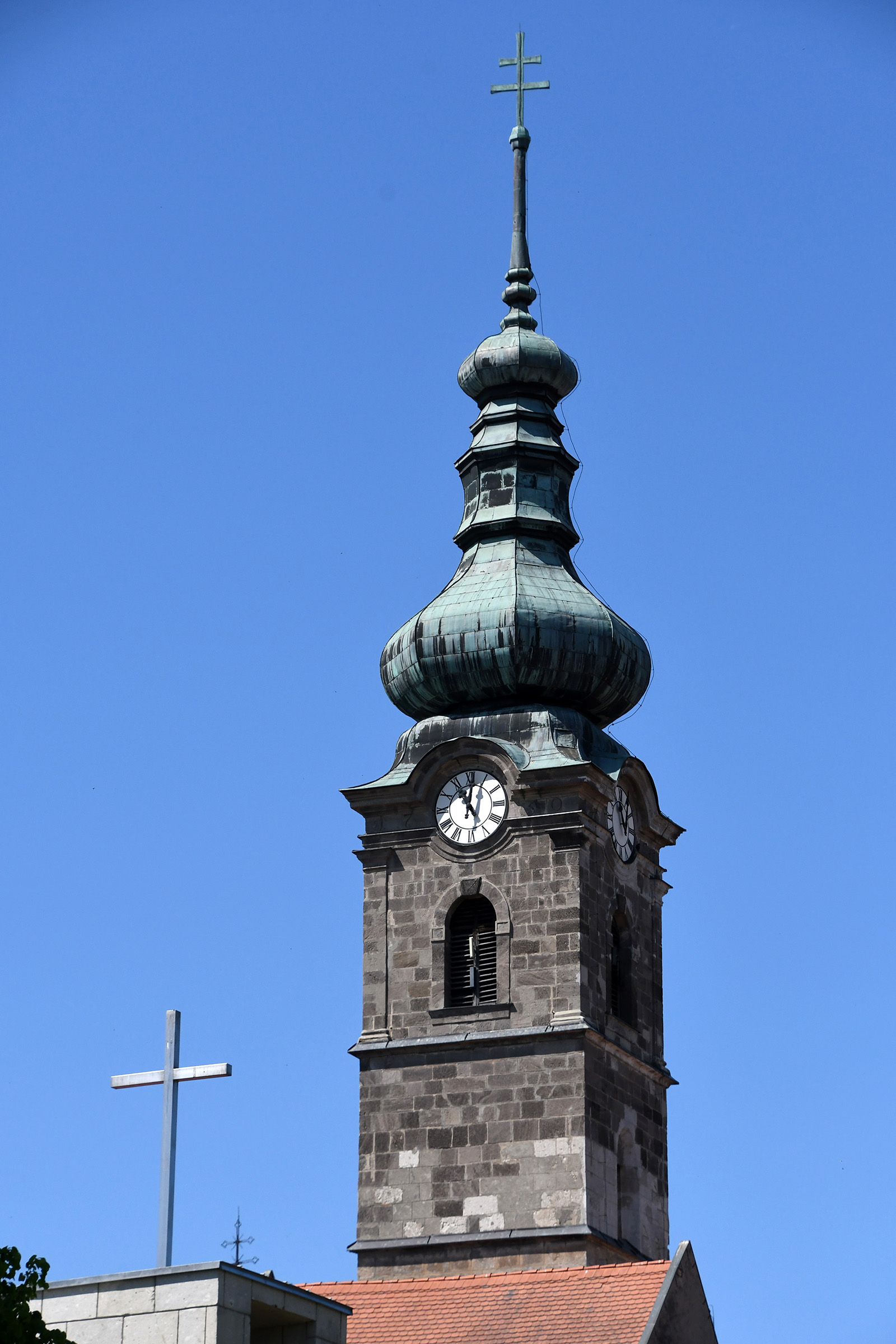
A középkori ferences templom toronya
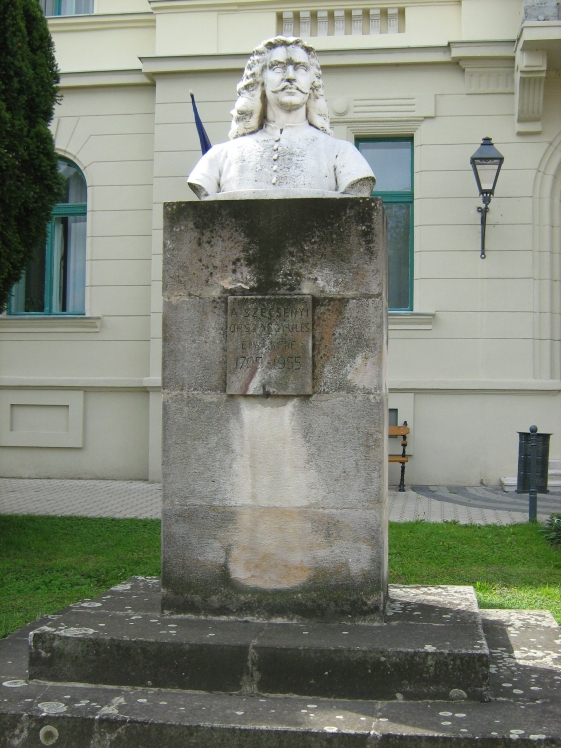
Rákóczi-szobor
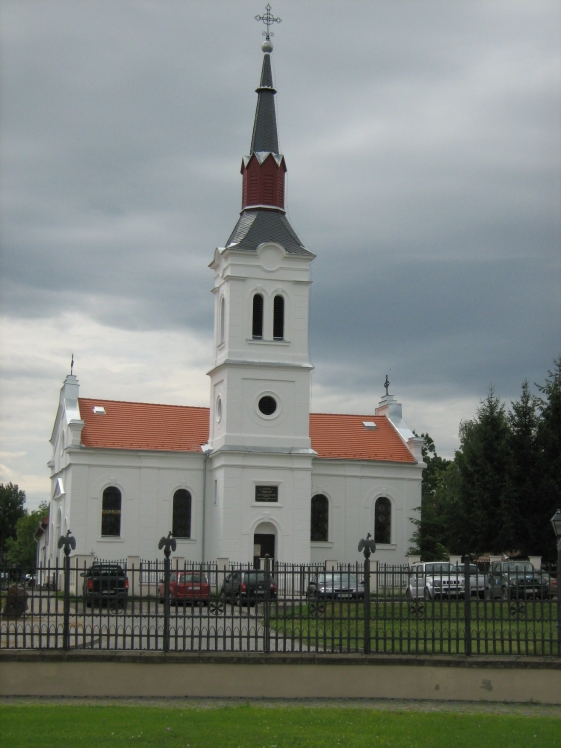
Evangélikus templom
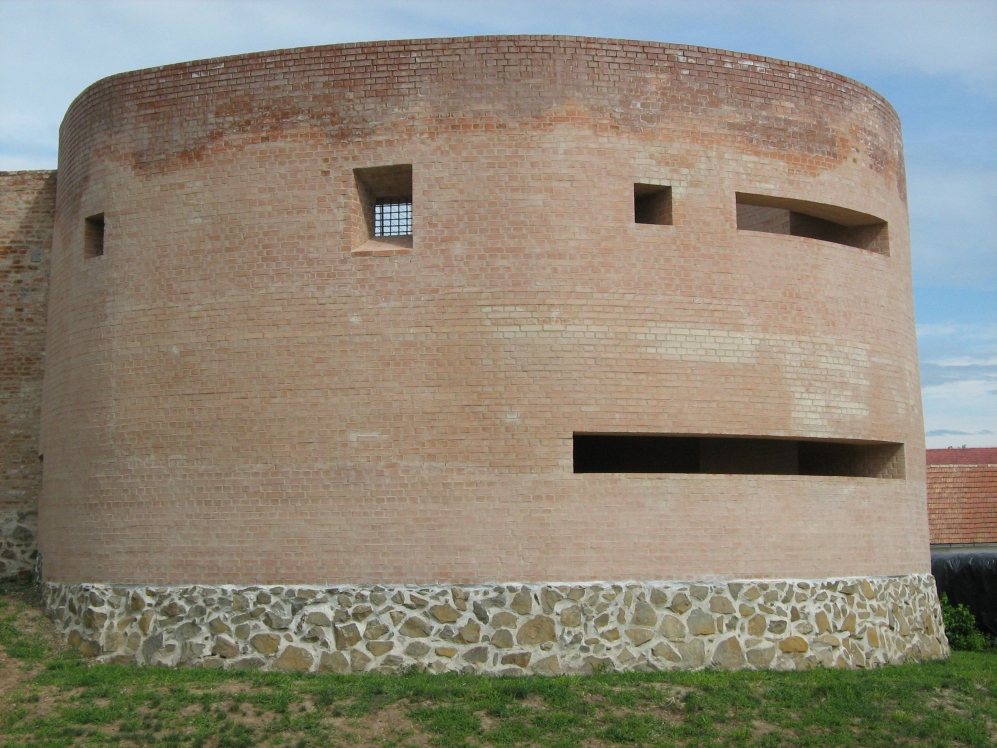
Rondella
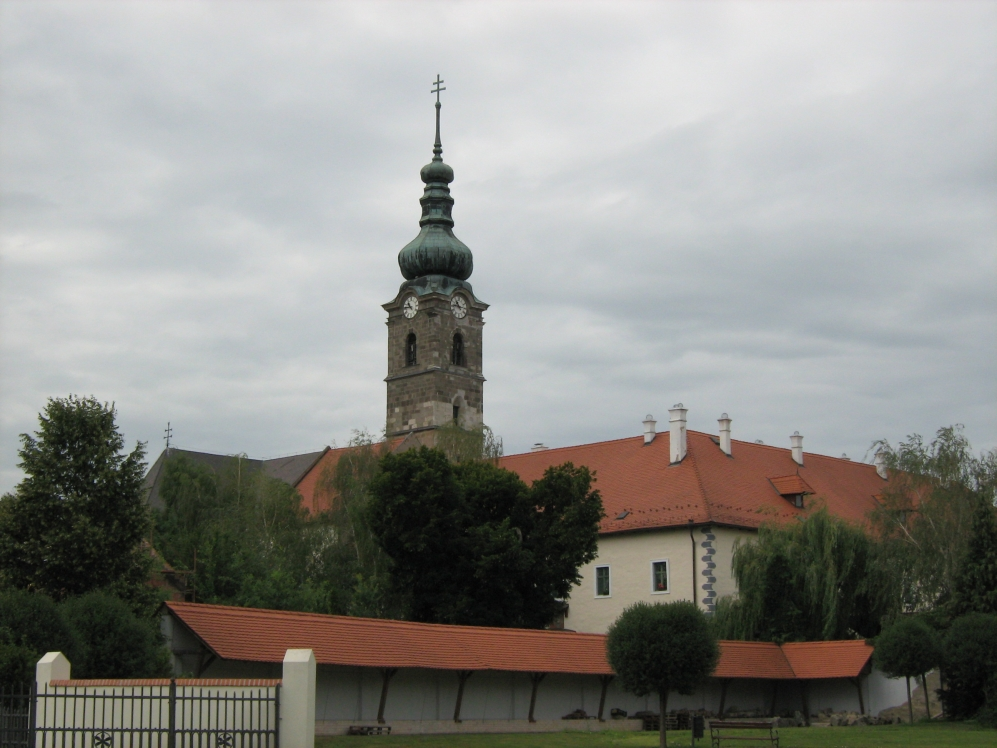
Ferences templom
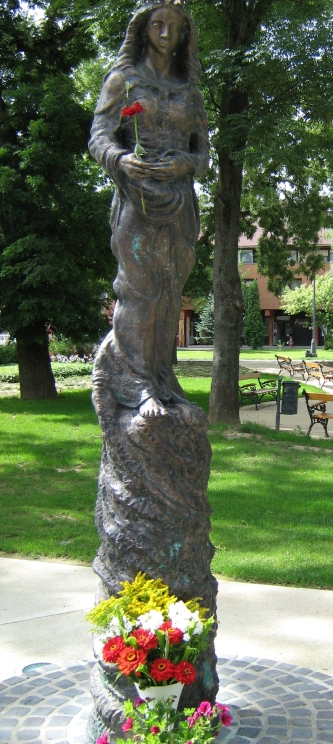
Szent Erzsébet-szobor
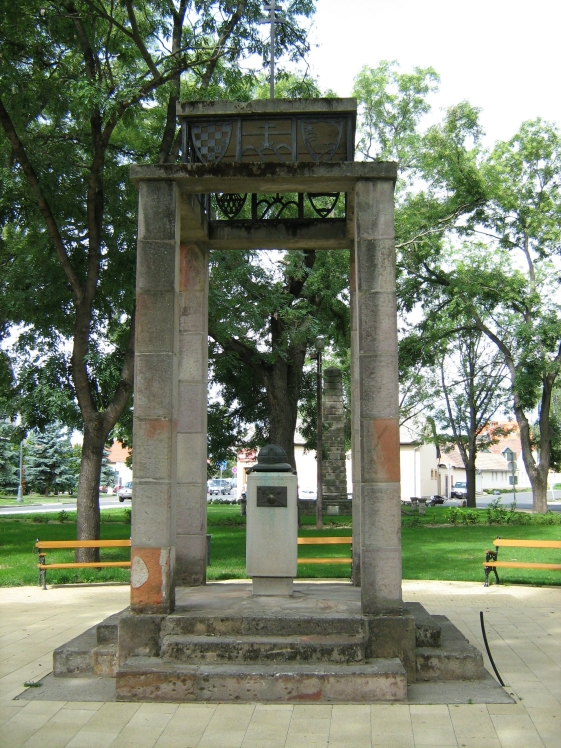
Szent István-emlékmű